# میرشمس‌الدین
میرشمس‌الدین، روستایی است از توابع بخش مرکزی شهرستان تنکابن در استان مازندران ایران.

## جمعیت
این روستا در دهستان میرشمس‌الدین قرار دارد و براساس سرشماری مرکز آمار ایران در سال ۱۳۸۵، جمعیت آن ۱۳۸۶ نفر (۴۰۰خانوار) بوده‌است.